# Casekow
Casekow – gmina we wschodniej części Niemiec, w kraju związkowym Brandenburgia, w powiecie Uckermark, wchodzi w skład urzędu Gartz (Oder). Casekow leży ok. 11 km na zachód od miasta Gartz (Oder) i drogi krajowej B2.
Przez Casekow prowadzi linia kolejowa łącząca Berlin ze Szczecinem, a do 1945 r. miała tu swój początek także linia kolei wąskotorowej Casekow-Penkun-Oder, która już nie istnieje.
Obecna gmina Casekow powstała w roku 2003 w wyniku połączenia dotychczasowych samodzielnych gmin: Casekow, Luckow-Petershagen, Blumberg, Wartin, Woltersdorf oraz Casekow. 
24 marca 2003 dołączono dotychczasową gminę Biesendahlshof. W wyniku tego połączenia w skład gminy Casekow wchodzą obecnie następujące miejscowości: Biesendahlshof, Blumberg, Casekow, Luckow-Petershagen, Wartin, Woltersdorf.

## Toponimia
Nazwa pochodzenia słowiańskiego, zapisana w 1322 w formie Kosecowe, ma pochodzenie odosobowe od imienia Kosek i znaczy tyle co „ludzie Koska”. W języku polskim rekonstruowana w formie Kosków.